# Hilario Arlandis
Hilari Arlandis Esparza (Cullera, Valencia, 1888-Figueras, Gerona, 1939) fue un sindicalista y político español.

## Biografía
Obrero del sector funerario, fue militante de la Confederación Nacional del Trabajo (CNT) en el Comunidad Valenciana. Asistió al II Congreso Confederal de la CNT, celebrado en Madrid en 1919, donde defendió la adhesión a la Tercera Internacional. Delegado por Valencia en el Pleno de la CNT en 1921, fue elegido para formar parte de la delegación que viajó a Moscú, al I Congreso de la Internacional Sindical Roja, junto a Joaquín Maurín y Andrés Nin, entre otros. En la Conferencia de Zaragoza de 1922, defendió las gestiones de la delegación, por lo que cuando la CNT acordó separarse de la Internacional Comunista, Arlandis votó en contra y abandonó el anarquismo. A continuación ingresó en el recién fundado Partido Comunista Obrero Español  uno de los dos partidos que dieron vida al  Partido Comunista de España  (PCE) en 1921. Formó parte de la redacción de La Batalla y a causa de sus campañas contra la guerra de Marruecos tuvo que exiliarse a Francia. Retornó en plena Dictadura de Primo de Rivera y fue encarcelado en Barcelona.
Durante los siguientes años tuvo un trasiego por distintas organizaciones políticas: fue militante de la Federación Comunista de Levante (FCL) que formaba parte de la Federación Comunista Catalanobalear (FCCB), posteriormente del Partit Comunista Català (PCCà), y por último ingresó en el Bloque Obrero y Campesino (BOC). Hilari Arlandis era un firme partidario de la independencia de Cataluña y del derecho a la autodeterminación.
Fue expulsado del BOC en 1932 y junto a otros exmilitantes del BOC fundó el Partido Comunista de Cataluña (PCC), que pasó a ser la sección catalana del Partido Comunista de España. En 1936, Arlandis y la plana mayor del PCC participarían en la fundación del Partido Socialista Unificado de Cataluña (PSUC). Tras el estallido de la guerra civil, en 1938 fue nombrado director de la Escuela de comisarios políticos. Falleció en 1939 en Figueras, en su último despacho, situado en un piso superior de la Rambla, en un edificio ocupado por la Cruz Roja. Momentos antes de morir, había estado dictando a su secretaria la biografía de Ramon Casanellas, uno de los miembros de la CNT que en 1921 había atentado contra Eduardo Dato.